# 尚巴修寺
尚巴修寺位于泰國中部素攀武里府素攀直轄縣三南猜（ตำบลสนามชัย；Sanam Chai district）。最初建成於清朝咸豐七年（1857年），面積廣達32,000平方公呎（20泰國萊）。
它的宣傳佛教壁畫裡，考妙地加入日本漫畫《哆啦A夢》作为元素，吸引年輕信徒到佛寺參拜。例如哆啦A夢油鑊、哆啦A夢佛像、哆啦A夢嬉水，以及野比大雄遊地獄等壁畫。这些壁畫由泰國東部北柳府帕農沙拉堪縣的藝術家繪制，他們曾經在日本參与繪制哆啦A夢電影。

## 流行文化
- 《绝庙骗局》取景地（2024）[2]